# Cmentarz żydowski przy ul. Engeströma w Poznaniu
Cmentarz przy ul. Engeströma – nieistniejący cmentarz żydowski, który był projektowany i został formalnie założony w Poznaniu przy ul. Szamarzewskiego – Grodziskiej – Engeströma (adres: Engeströma 12) na Ogrodach.

## Historia
Poznańska gmina żydowska zakupiła ten teren w latach 30. XX wieku od Karola Schötza z powiatu pińczowskiego z zamiarem założenia tu nowego cmentarza. Do pierwszych pochówków nigdy nie doszło z powodu wybuchu II wojny światowej. Jeszcze w 1945 teren ten był zapisany w Spisie cmentarzy ewangelickich i żydowskich przejętych przez gminę w Poznaniu jako Cmentarz Żydowski. Następnie obszar przejęło miasto. Obecnie funkcjonują tutaj ogrody działkowe Jutrzenka.